# Eynallı
Eynallı è un comune dell'Azerbaigian situato nel distretto di Ağstafa. Conta una popolazione di 2 284 abitanti.